# Hunter Burgan
Hunter Lawrence Burgan (14 maggio 1976) è un bassista statunitense.
È noto principalmente come componente del gruppo punk AFI. Si unì alla band nel 1997, quando suonava in un gruppo chiamato The Force, inizialmente come sostituto temporaneo di Geoff Kresge. In questa veste registrò Shut Your Mouth and Open Your Eyes, per diventare pochi mesi dopo il bassista ufficiale degli AFI.
Burgan ha anche creato gli Hunter Revenge, un gruppo R&B omaggio a Prince, e suona ,oltre al basso, batteria, chitarra, sassofono e pianoforte. 
Altri due gruppi che lo hanno visto come componente sono i The Frisk e i Badical Turbo Radness durante gli anni '90. È stato anche componente temporaneo di The Eyeliners, Gardening, Not Architecture, F-Minus e Halo Friendlies.
Hunter ha suonato nell'ultimo album di Tegan and Sara, The Con, come bassista, e in Get Reasonable dei Golden Shoulders.

## Discografia

### Con i The Force
- 1996 - Fettish EP
- 1997 - I Don't Like You Either
- 1998 - Split EP con The Traitors
- 2008 - Complete Discography

### Con i Badical Turbo Radness
- 1997 - To the Rescue

### Con gli AFI
- 1997 - Shut Your Mouth and Open Your Eyes
- 1998 - A Fire Inside EP
- 1999 - Black Sails EP
- 1999 - Black Sails in the Sunset
- 1999 - All Hallow's
- 2000 - The Art of Drowning
- 2002 - 336
- 2003 - Sing the Sorrow
- 2006 - Decemberunderground
- 2009 - Crash Love

### Con i The Frisk
- 2001 - Rank Restraint
- 2003 - Audio Ransom Note

### Con gli Hunter Revenge
- 2001 - Hunter Revenge

### Con Tegan and Sara
- 2007 - The Con
- 2009 - Sainthood

### Con Dan & Hunter
- 2008 - Dan & Hunter's Holiday EP Volume One